# Onthophagus chaingraiensis
Onthophagus chaingraiensis là một loài bọ cánh cứng trong họ Bọ hung (Scarabaeidae).